# سكوتنيكي (مازوفيا)
سكوتنيكي هي قرية في منطقة غمينا تيريسين الإدارية في مقاطعة Sochaczew في محافظة مازوفيا في شرق وسط بولندا.